# Sendeturm

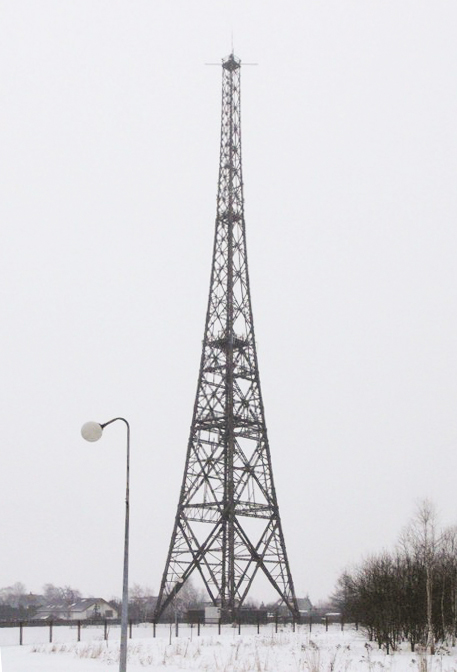
Sendeturm aus Holz in Gleiwitz

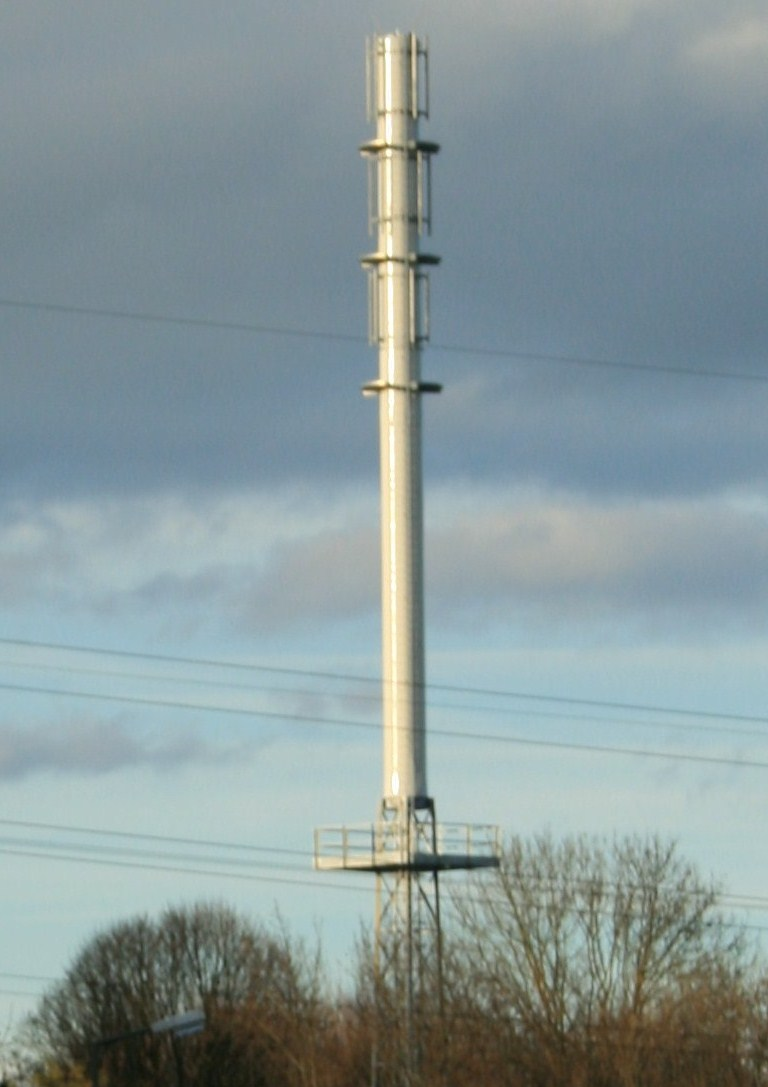
Gittermast mit GFK-Aufsatz in Freising

Ein Sendeturm ist ein Turmbauwerk, das entweder zur Aufnahme von Sendeantennen oder auch direkt als Sendeantenne dient (selbststrahlender Sendeturm). Es unterscheidet sich vom Sendemast durch seine freistehende Form. Mischkonstruktionen, die aus einem freistehenden Turm bestehen, auf dem ein abgespannter Sendemast steht, heißen Hybridtürme. 

## Konstruktionsformen
Sendetürme werden seit den späten 1930er Jahren entweder als Stahlfachwerkkonstruktion oder als Stahlbetonkonstruktion ausgeführt. Die ersten Sendetürme wurden kurz nach Start des Rundfunks im Deutschen Reich aus Holz konstruiert. Zwar waren Eisenkonstruktionen technisch möglich und sogar günstiger als Holz, jedoch stellten die Ingenieure erhebliche Abstrahlungsverluste durch das Metall fest. In München-Stadelheim standen zwei 100 Meter hohe Eisentürme, die 1927 durch etwas niedrigere Holztürme ersetzt wurden. Das Ergebnis: Steigerung der Abstrahlungsleistung um 62 Prozent. Allerdings waren die Sendetürme aus Holz anfälliger gegen Wind und Wetter. Dabei spielte die Wahl des Holzes eine entscheidende Rolle. So entschied sich die Reichspost beim Bau des Sendeturms Mühlacker 1930 gegen einheimische Kiefer und Lärchen und für die harzreicheren Hölzer der amerikanischen Pechkiefer. Die 1934 fertiggestellte 190 Meter hohe Konstruktion galt als höchstes Holzbauwerk der Welt und hatte für die Nationalsozialisten wegen der Abstrahlung ins französisch administrierte Saarland eine große politische Bedeutung. Schon während des Baus taten sich Probleme auf, vor allem mit den die Holzelemente verbindenden Bolzen. Diese durften nicht aus magnetisierbarem Material wie Eisen bestehen. Die Siemens-Bauunion setzte die Messinglegierung Ms58 ein, die zum Bruch vieler Bolzen durch Erschütterungen führte. Noch vor Fertigstellung ersetzte man alle 30.000 Ms58-Bolzen durch solche aus einer Bronzelegierung mit 2 Prozent Zinn oder Kuprodur. Diese Bolzen hießen nach der „Kalamität mit den Messingbolzen“ denn auch „Kuprodur-Bolzen“. 
Mit Ausnahme des Sendeturms in Gleiwitz sind Sendetürme aus Holz heute vollkommen verschwunden.
Weitere Ausführungsformen sind Glasfiberkonstruktionen. Sie werden manchmal als Sendetürme für NDBs oder Mittelwellensender kleiner Leistung realisiert.
Eine Sonderform des Sendeturms ist der Teleskopmast, mit dessen Hilfe in sehr kurzer Zeit ein Antennenträger realisiert werden kann. Teleskopmaste werden überwiegend zum Aufbau von Funkstrecken für die Berichterstattung von Großereignissen und als Ersatz für durch Katastrophen zerstörte Antennenträger eingesetzt.
Für die kurzfristige Realisierung eines Antennenträgers kann gegebenenfalls auch ein Fesselballon oder Drachen dienen. So kann er einerseits eine entsprechende Sendeantennen tragen, oder andererseits einen Antennendraht (für VLF, LW oder MW) in eine entsprechende Höhe halten. Eine solche Anordnung wird gelegentlich von militärischen Dienststellen oder Funkamateuren verwendet. Einen Fesselballon als dauerhafte Sendeeinrichtung setzte der US-amerikanische Sender Radio and TV Martí ein, der mittels eines solchen Ballons ein Fernsehprogramm für Kuba ausstrahlte, inzwischen jedoch von einem umgebauten Flugzeug aus sendet.
Sendetürme können als geerdete oder als isolierte Konstruktion ausgeführt sein. Isolierte Sendetürme werden als Antennen für Lang- und Mittelwelle verwendet. Allerdings sind solche Konstruktionen eher selten, da abgespannte Sendemasten bessere Abstrahleigenschaften besitzen. Bekannte isolierte Sendetürme sind der Berliner Funkturm, der Blosenbergturm in Beromünster, die Sendetürme in Junglinster oder der Sender Dobl in der Steiermark. Gegen Erde isolierte Sendetürme werden wegen der beschränkten Belastbarkeit der Isolatoren nie als Betonturm ausgeführt.

## Einrichtungen von Sendetürmen

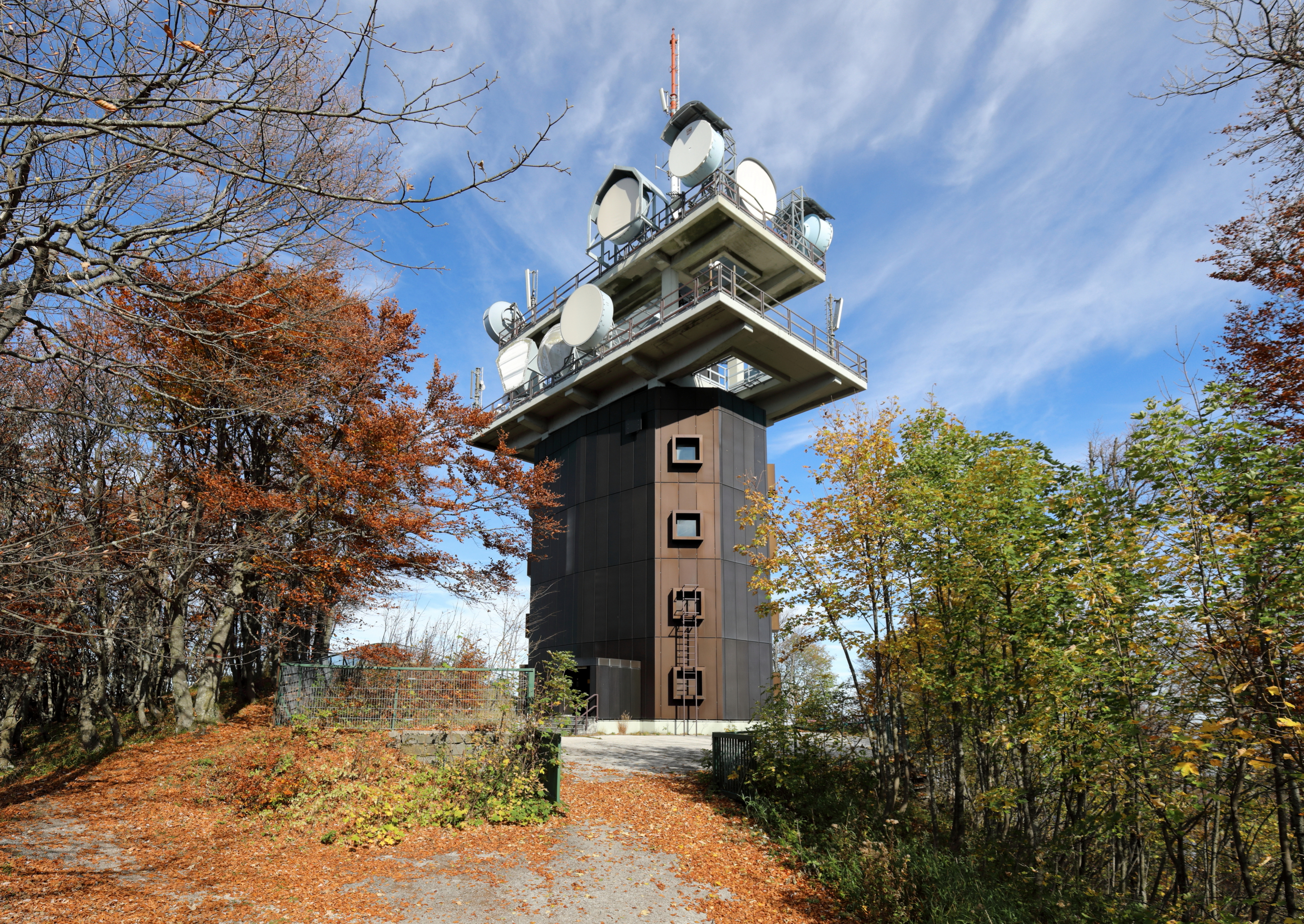
Richtfunkturm auf dem Muckenkogel, errichtet in den 1970er-Jahren

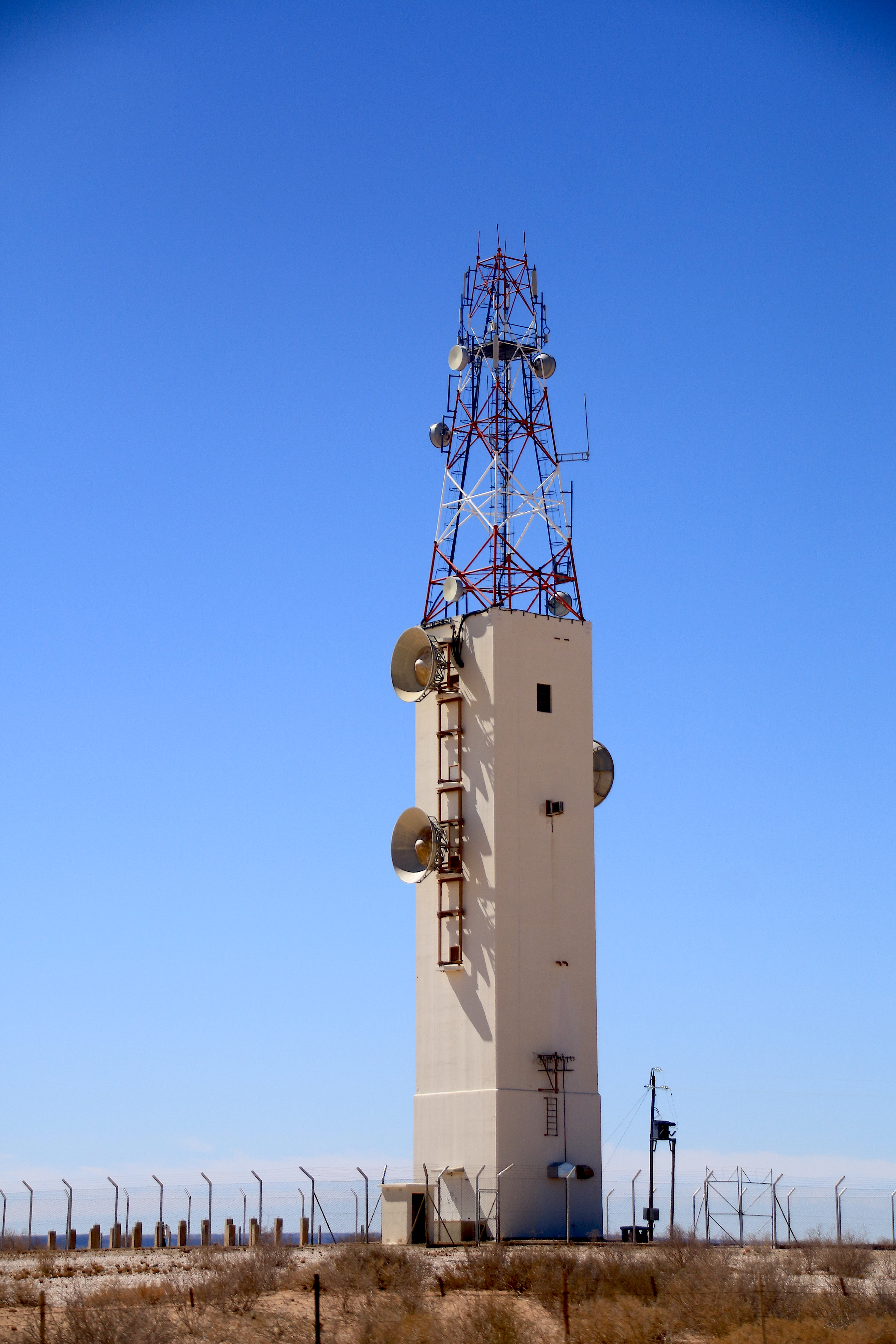
Richtfunkturm in Namibia

Für den Zugang zu Bauelementen, die der Wartung bedürfen, wie Antennen, Pardunenabspannungen, Betriebsräumen oder Flugsicherheitslampen ist stets eine geeignete Zugangsmöglichkeit zu schaffen. Diese ist bei kleinen Sendetürmen und bei solchen, bei denen nur wenige Einrichtungen vorhanden sind, meistens in Form einer Steigleiter, die sowohl innen als auch außerhalb der Konstruktion angebracht ist, realisiert. Bei Türmen mit größerem Querschnitt und häufigerem Wartungsbedarf ist eine Treppe und häufig auch ein Aufzug installiert. Dieser Aufzug ist bei Sendetürmen in Stahlbetonbauweise als konventioneller Seilaufzug realisiert. Aufzüge in freistehenden Stahlfachwerktürmen sind gelegentlich und in abgespannten Sendemasten sind fast immer aus Gründen der Turmstatik als Kletteraufzug realisiert. Grundsätzlich können auch in gegen Erde isolierten selbststrahlenden Sendetürmen Aufzugsanlagen installiert sein. Allerdings wird hiervon in der Regel wegen der meistens geringen Anzahl von Einrichtungen, die der Wartung bedürfen und der Seltenheit ihrer Besteigung, die entweder eine Unterbrechung des Sendebetriebs benötigt oder über spezielle isolierte Plattformen erfolgen muss, im Normalfall eher abgesehen.
Sendetürme, die außer funktechnischen Einrichtungen noch andere Installationen, wie Anlagen der Wasserversorgung oder touristische Einrichtungen verfügen, besitzen immer ein Treppenhaus und in fast allen Fällen einen Aufzug. Der Tourist kann im Regelfall jedoch nicht zwischen dem Treppenhaus und dem Aufzug wählen.
Geerdete Sendetürme aus Stahl und Beton werden für die Aufnahme von Sendeantennen im UKW-Bereich und von Richtfunkantennen häufig verwendet. Gelegentlich werden sie auch für die Aufnahme von Drahtantennen für Längst-, Lang- und Mittelwelle, sowie als Tragtürme von Dipolwänden für Kurzwellenrichtstrahler (in dieser Verwendung fast immer als Stahlturm) verwendet. Betontürme werden meistens als Träger von Sendeantennen für UKW-Rundfunk, Fernsehen, Richtfunk und Mobilfunk verwendet. Kleinere Türme sind oft aus Fertigbetonteilen zusammengesetzt, während größere Türme meistens in Ortbeton-Bauweise hergestellt werden.

## Sonderform Fernsehturm
Manche Sendetürme – insbesondere solche für Richtfunk in Betonbauweise – erhalten einen hoch gelegenen, über einen Aufzug zugänglichen Betriebsraum für die Aufnahme von Sendegeräten. In anderen Fällen befinden sich die Sendegeräte in einem Gebäude neben den Sendeturm. Dieses ist bei UKW-Sendeanlagen meistens unmittelbar neben den Sendeturm, bei Sendern für Lang-, Mittel- und Kurzwelle aus strahlungstechnischen Gründen meistens in einem Abstand von 30 bis 600 Metern. Stattdessen findet man in diesen Fällen ein Häuschen mit den Abstimmelementen des Resonanztransformators neben (oder auch unter) dem Sendeturm, das so genannte Abstimmhaus. In manchen Türmen befinden sich stattdessen oder zusätzlich auch hoch gelegene Räume mit touristischen Einrichtungen, wie einer Aussichtsplattform und einem Turmrestaurant.
Solche Türme werden meistens als Fernsehturm bezeichnet, auch wenn sie nicht zur Abstrahlung von Fernsehprogrammen dienen. Weiterhin gibt es Sendetürme, die zusätzlich als Wasserturm Verwendung finden, wie der Fernsehturm in Heidelberg.

## Bauausführung
In welcher Bauweise ein Sendeturm ausgeführt wird oder ob statt eines freistehenden Turmes ein abgespannter Sendemast verwendet werden soll, hängt von vielen Faktoren ab. Für Sendeanlagen für Frequenzen unter 3 MHz wird man im Regelfall den abgespannten Sendemast – entweder gegen Erde isoliert, mit Reusenantenne oder Obenspeisung bevorzugen. Für Sendetürme mit touristischen Einrichtungen wird heutzutage praktisch immer ein Stahlbetonturm verwendet. In Deutschland trifft dieses auch für Anlagen des Richtfunks zu, da Betontürme bei gleichem Wind weniger stark schwanken als Stahltürme. Für andere Sendetürme mit reinen UKW- und Richtfunk-Anwendungen ist die Wahl der Bauart des Antennenträgers nicht immer nachvollziehbar, da hierbei mitunter auch das ästhetische Erscheinungsbild der Konstruktion und Angebote entsprechender Firmen eine Rolle spielen.
Für sehr hohe Konstruktionen wird im Regelfall der abgespannte Sendemast verwendet (siehe auch Liste der höchsten Bauwerke der Welt). In manchen Fällen ist es möglich, Sendeantennen für Funkdienste im UKW-Bereich auf den Dächern hoher Gebäude zu montieren. Insbesondere in Nordamerika wird hiervon häufig Gebrauch gemacht (Sendeantennen auf dem Empire State Building oder dem Sears Tower), aber auch in Europa sind solche Anlagen, insbesondere für Mobilfunkdienste und UKW-Sender kleiner Leistung durchaus verbreitet.
Auch Freileitungsmasten können ggf. zur Aufnahme von Sendeantennen dienen. Meistens sind dieses Mobilfunkantennen oder Richtfunkantennen des jeweiligen Energieversorgungsunternehmens. Es wurden jedoch auch schon andere Anlagen installiert, wie eine Radaranlage des Wasserstraßen- und Schifffahrtsamtes Hamburg auf einem Tragmast der Elbekreuzung 1.
Hohe Sendetürme müssen mit Flugsicherheitslampen ausgestattet sein. Ihre Speisung ist bei geerdeten Konstruktionen kein Problem. Bei isolierten Türmen erfolgt die Speisung über ein in einer Drosselspule, die ggf. mit einem parallel geschalteten Kondensator einen Sperrkreis für die Sendefrequenz bildet und die zwischen Turm und Erde geschaltet ist, verlegtes Kabel.

## Einstürze von Sendetürmen und Sendemasten
Immer wieder kam es zu Einstürzen von Sendetürmen und Sendemasten, sei es durch Naturereignisse wie Stürme, durch Feuer infolge von Renovierungsarbeiten oder auch durch Sabotage/terroristische Anschläge. (Liste bitte ergänzen)
| Ort | Datum              | Bauart des Sendemastes                                          | Höhe                | Ursache des Unglücks | Bemerkungen |
| --- | ------------------ | --------------------------------------------------------------- | ------------------- | --- | --- |
| Nauen, Deutschland                                                                                        | 30. März 1912      | abgespannter Stahlfachwerkmast                                  | 200 m               | Sturm | |
| Norddeich Mole, Deutschland                                                                               | 25. November 1925  | abgespannter Stahlfachwerkmast                                  | ?                   | Sturm | 3 Sendemasten betroffen |
| Sender Magdeburger Platz, Berlin, Deutschland                                                             | Juli 1926          | abgespannter Stahlfachwerkmast auf Hausdach                     | ?                   | durchgerostete Pardune | |
| westlicher Sendemast des Senders Zeesen, Deutschland                                                      | 1927               | abgespannter Stahlfachwerkmast                                  | 210 m               | Einsturz beim Bau | |
| München-Stadelheim, Deutschland                                                                           | 23. November 1930  | freistehender Holzturm                                          | 75 m                | Sturm | 2 Türme betroffen, in ca. 25 Meter Höhe abgeknickt |
| Langenberg, Deutschland                                                                                   | 10. Oktober 1935   | freistehender Holzfachwerkturm                                  | 150 m               | Windhose | durch Dreieckflächenantenne ersetzt |
| Sender Liechtenstein-Haberfeld                                                                            | 21. November 1938  |                                                                 |                     | Föhnsturm | |
| Sendeturm Utbremen                                                                                        | 1939               | freistehender Holzfachwerkturm                                  | 90 m                | Blitzschlag | durch Stahlturm ersetzt |
| westlicher Sendeturm des Sender Fécamp von Radio Normandie                                                | 7. November 1940   | freistehender Stahlfachwerkturm                                 | 113 m               | Sturm | |
| Langenberg, Deutschland                                                                                   | 1949               | abgespannter Stahlrohrmast                                      | 51 m                | Sturm | 2 Masten einer Dreieckflächenantenne zerstört |
| Sendemast Schwerin-Möwenburgstrasse, Schwerin, Deutschland                                                | 10. Februar 1949   | abgespannter Stahlfachwerkmast                                  | 120 m               | Sturm | |
| Hamburg-Billwerder, Deutschland                                                                           | Dezember 1949      | abgespannter Stahlfachwerkmast                                  | 198 m               | Sturm | teilweise Zerstörung eines in Bau befindlichen Sendemasts |
| WOAI, Selma (San Antonio), USA                                                                            | 1957/1958          | abgespannter Stahlfachwerkmast                                  | 50 m                | Flugzeugkollision | |
| Ochsenkopf, Deutschland                                                                                   | Januar 1958        | abgespannter Stahlrohrmast                                      | 50 m                | Vereisung | durch Stahlbetonturm ersetzt |
| KOBR-Sendemast, Caprock, New Mexico, USA                                                                  | 1960               | abgespannter Stahlfachwerkmast                                  | 490,7 m             | Sturm | Ersatz durch Neukonstruktion gleicher Höhe |
| LORAN-C Sendeturm Carolina Beach, Carolina Beach, USA                                                     | 1961               | freistehender Stahlfachwerkturm                                 | 190,5 m             | Sturm | Turm trug Dachkapazität, obwohl dafür nicht ausgelegt |
| Sendemast Villebon-sur-Yvette, Frankreich                                                                 | 10. Dezember 1961  | abgespannter Stahlfachwerkmast                                  | ?                   | Terroranschlag | |
| LORAN-C Sendemast Ejde, Ejde, Färöer                                                                      | 1962               | abgespannter Stahlfachwerkmast                                  | 190,5 m             | Materialfehler | |
| LORAN-C Sendemast Angissq, Angissq, Grönland                                                              | August 1964        | abgespannter Stahlfachwerkmast                                  | 411,48 m            | Materialfehler | defekter Bolzen in einem Abspannisolator führte zum Einsturz, Ersatz durch 214 Meter hohen Sendemast                                                                     |
| LORAN-C Sendemast Yap, Yap, Mikronesien                                                                   | 1964               | abgespannter Stahlfachwerkmast                                  | 304,8 m             | Einsturz beim Bau | |
| LORAN-C Sendemast Iwo Jima, Japan                                                                         | 1965               | Abgespannter Stahlfachwerkmast                                  | 411,48 m            | Wartungsarbeiten | einstürzender Mast zerstörte auch das Sendegebäude, 6 Tote |
| KXJB-TV-Mast, North Dakota, USA                                                                           | 14. Februar 1966   | abgespannter Stahlfachwerkmast                                  | 627,89 m            | Hubschrauberkollision | |
| WNBC/WCBS-Tower, High Island, New York, USA                                                               | 27. August 1967    | abgespannter Stahlfachwerkmast                                  | 161 m               | Flugzeugkollision | |
| Waltham-Fernsehsendemast, Melton Mowbray, Leicestershire, Großbritannien                                  | 1967               | abgespannter Stahlrohrmast                                      | 290 m               | ? | |
| KELO Sendemast, Rowena, South Dakota, USA                                                                 | 1968               | abgespannter Stahlfachwerkmast                                  | 609,6 m             | Flugzeugkollision | |
| WAEO Tower, Starks, Wisconsin, USA                                                                        | 17. November 1968  | abgespannter Stahlfachwerkmast                                  | 524,25 m            | Flugzeugkollision | |
| Marnach, Luxemburg                                                                                        | 17. Januar 1969    | ?                                                               | 220 m               | ? | |
| Emley Moor, Großbritannien                                                                                | 19. März 1969      | abgespannter Stahlfachwerkmast                                  | 385 m               | Vereisung | |
| Langwellensender Orlunda, Schweden                                                                        | 12. Juli 1970      | abgespannter Stahlfachwerkmast                                  | 250 m               | Blitzschlag (Zerstörung des Fußpunktisolators) | |
| KOIN-TV Sender bei Portland, Oregon, USA                                                                  | 28. Februar 1971   | abgespannte Stahlfachwerkmaste                                  | 304,8 m und 213,4 m | Vereisung | zwei Masten eingestürzt |
| Königs Wusterhausen, Deutschland                                                                          | 15. November 1972  | freistehender Stahlturm                                         | 243 m               | Sturm | |
| ?, City of Kennett, USA                                                                                   | 1973               | ?                                                               | 21,33 m             | ? | |
| Sendemast Brest-Roc Trédudon                                                                              | Februar 1974       | abgespannter Stahlfachwerkmast                                  | 220 m               | Attentat | |
| KELO Sendemast, Rowena, South Dakota, USA                                                                 | 1975               | abgespannter Stahlfachwerkmast                                  | 609,6 m             | Blizzard | |
| Sender Droitwich, UK                                                                                      | 2. Januar 1976     | abgespannter Stahlfachwerkmast                                  | ?                   | Sturm | |
| Sendemast SL3, Burg, Deutschland                                                                          | 18. Februar 1976   | abgespannter Stahlfachwerkmast                                  | 350 m               | Materialfehler | |
| Rundfunksender Pic de Nore, Pradelles-Cabardès, Frankreich                                                | 2. Dezember 1976   | Stahlbetonturm                                                  | ?                   | Sturm | Spitze weggebrochen; ersetzt durch neuen Turm |
| KSLA-Sendemast, USA                                                                                       | 1977               | abgespannter Stahlfachwerkmast                                  | 521 m               | ? | |
| Nebraska Education Sendemast Angora, Angora, Nebraska, USA                                                | Februar 1978       | abgespannter Stahlfachwerkmast                                  | 456,9 m             | Vereisung | |
| WJJY-TV Sendemast, Bluffs, Illinois, USA                                                                  | 26. März 1978      | abgespannter Stahlfachwerkmast                                  | 491 m               | Vereisung | |
| WJJY-TV Sendemast, Bluffs, Illinois, USA                                                                  | 26. März 1978      | abgespannter Stahlfachwerkmast                                  | 491 m               | Vereisung | |
| WAND TV Mast, Decatur, IL USA                                                                             | 26. März 1978      | abgespannter Stahlfachwerkmast                                  | 400,5 m             | Vereisung | |
| Zehlendorf, Deutschland                                                                                   | 21. Mai 1978       | abgespannter Stahlfachwerkmast                                  | 352 m               | Flugzeugkollision | |
| CKVR Fernsehsendemast, Barrie, Ontario, Canada                                                            | 1978               | ?                                                               | 65,58 m             | Flugzeugkollision | |
| Vysílač Krašov, Bezvěrov, Tschechien                                                                      | 1979               | abgespannter Stahlfachwerkmast                                  | 305 m               | Vereisung | Mast war vorgeschädigt |
| Blåbärskullen, Sunne, Sweden                                                                              | 27. Dezember 1979  | abgespannter Stahlfachwerkmast                                  | 323 m               | Vereisung | Spitze mit Sendeantennen knickte ab, heutige Höhe 274 Meter |
| LORAN-C Sendemast Jan Mayen, Jan Mayen, Norwegen                                                          | 8. Oktober 1980    | abgespannter Stahlfachwerkmast                                  | 190,5 m             | Vereisung | |
| Relaisstation Cyclops                                                                                     | ?                  | abgespannter Stahlfachwerkmast                                  | 88 m                | ein Abspannseil schmolz infolge hoher elektrischer Feldstärke, ein zur gleichen Zeit auftretender Sturm brachte den Mast zum Einsturz                                                                                            | |
| Sendeturm Dudelange                                                                                       | 31. Juli 1981      | freistehender Stahlfachwerkturm                                 | 285 m               | Flugzeugkollision | Kollision einer belgischen Mirage mit dem Sendeturm, der Pilot und zwei Personen am Boden starben                                                                        |
| Senior Road Tower, Missouri City, Texas, USA                                                              | 1982               | abgespannter Stahlfachwerkmast                                  | ?                   | ? | |
| ?, USA | 1982               | abgespannter Stahlfachwerkmast                                  | 305 m               | ? | |
| Wavre, Belgien                                                                                            | 13. Oktober 1983   | abgespannter Sendemast                                          | ?                   | Sturm | |
| CKX-TV-Sendemast, Kanada                                                                                  | 1983               | abgespannter Sendemast                                          | 411,5 m             | Vereisung | |
| Bielstein (Teutoburger Wald, nähe Hermannsdenkmal) \| Bielstein, Deutschland 51° 54' 20" N, 08° 49' 20" O | 15. Januar 1985    | abgespannter Stahlrohrwerkmast                                  | 298 m               | Um 6.26 Uhr stürzte der vereiste Sendemast ein und wurde komplett zerstört. Der Abriss einer durch Ermüdungsriss geschwächten Lasche, die eines der oberen Abspannseile mit dem Mast verband, führte zu dem nächtlichen Unglück. | Im September 1986 wurde der neue 302 Meter hohe (seit April 2006, 298 Meter) Sendemast fertiggestellt.                                                                   |
| Mast von Radio Caroline & Radio Monique an Bord der MV Ross Revenge, vor der englischen Küste             | 25. November 1987  | Stahlfachwerkmast                                               | ca. 92 m            | Sturm | höchster je auf einem Schiff errichteter Mast; wurde durch horizontale Drahtantenne zwischen zwei kürzeren Masten ersetzt                                                |
| Vännäsmasten, Vännäs, Schweden                                                                            | 1987/88            | abgespannter Stahlfachwerkmast?                                 | ? m                 | Vereisung | Ersatz durch 323 Meter hohen Hybridturm |
| ?, Missouri, USA                                                                                          | 1988               | abgespannter Stahlfachwerkmast                                  | 609,6 m             | ? | |
| Auburn, North Carolina, USA                                                                               | Dezember 1989      | abgespannter Stahlfachwerkmast                                  | 609,3 m             | Vereisung | |
| Sendemast Konstantynów, Polen                                                                             | 8. August 1991     | abgespannter Stahlfachwerkmast                                  | 648,38 m            | Wartungsarbeiten | wurde durch neue Anlage in Solec Kujawski ersetzt |
| WCIX-Sendemast, Homestead, Florida, USA                                                                   | 1992               | abgespannter Stahlfachwerkmast                                  | 609 m               | Hurrikan Andrew | |
| COMMSTA Miami, Miami, Florida, USA                                                                        | 1992               | abgespannter Stahlfachwerkmast                                  | 91,44 m             | Hurrikan Andrew | 2 Masten eingestürzt |
| LORAN-C Sendemast Cape Race, Cape Race, Kanada                                                            | 2. Februar 1993    | abgespannter Stahlfachwerkmast                                  | 411,48 m            | defekter Bolzen in einem Abspannisolator führte zum Einsturz | |
| LORAN-C Sendemast Kargaburan, Kargaburan, Türkei                                                          | 25. Februar 1993   | abgespannter Stahlfachwerkmast                                  | 190,5 m             | Schneesturm | |
| WCOV-Sendeturm, Montgomery, USA                                                                           | 1996               | ?                                                               | 242 m               | Tornado | |
| Langenberg, Deutschland                                                                                   | 2. September 1996  | abgespannter Stahlfachwerkmast                                  | 160 m               | Wartungsarbeiten | |
| Channel 39 KXTX-Sendemast, Cedar Hill, Texas, USA                                                         | 12. Oktober 1996   | abgespannter Stahlfachwerkmast                                  | 468 m               | Wartungsarbeiten | 3 Arbeiter kamen ums Leben, als der Turm während einer mäßigen Windböe einstürzte                                                                                        |
| ?, USA | 31. Dezember 1996  | ?                                                               | 195,1 m             | Materialfehler | |
| KNOE-Sendeturm, Louisiana, USA                                                                            | 20. März 1997      | abgespannter Stahlfachwerkmast                                  | 606,25 m            | Wartungsarbeiten | 1 Toter, 2 Verletzte, nachdem es Arbeiter nicht schafften, provisorische Verstrebungen zu installieren                                                                   |
| Sender Majak, Grigoriopol, Moldawien (Transnistrien)                                                      | 1997               | abgespannter Stahlfachwerkmast                                  | 350 m, 250 m        | Vereisung | 2 Masten eingestürzt |
| KXJB-TV-Mast, North Dakota, USA                                                                           | 6. April 1997      | abgespannter Stahlfachwerkmast                                  | 627,89 m            | Vereisung | |
| WLBT-TV Sendemast, Mississippi, USA                                                                       | 23. Oktober 1997   | abgespannter Stahlfachwerkmast                                  | 609,3 m             | Materialfehler | |
| WKY-Sendemast, USA                                                                                        | 13. Juni 1998      | abgespannter Stahlfachwerkmast                                  | 292,9 m             | Tornado | |
| Fernsehturm Avala, Serbien                                                                                | 30. April 1999     | Stahlbetonturm (mit Aussichtsplattform)                         | 202,87 m            | Bombenangriff der USA | |
| WMRD-Sendemast, Sankt Petersburg, Florida, USA                                                            | April 2000         | abgespannter Stahlfachwerkmast                                  | 207,3 m             | ? | |
| WNWI 1080-Sendemast, Oak Lawn (Chicago), Illinois, USA                                                    | 9. Juli 2000       | abgespannter Stahlfachwerkmast                                  | 61 m                | Sabotage | zwei Masten eingestürzt |
| KXEO/KWWR-Sendemast, Mexico, MO, USA                                                                      | 23. August 2000    | abgespannter Stahlfachwerkmast                                  | 122,8 m             | Sturm | |
| CBC-Sendemast, Shawinigan, Quebec, Kanada                                                                 | 22. April 2001     | abgespannter Stahlfachwerkmast                                  | 371 m               | nach Flugzeugkollision gesprengt | |
| Nordmast des Rundfunksenders Angara, Angara, Russland                                                     | 6. Juni 2001       | abgespannter Stahlfachwerkmast (Tragmast einer T-Antenne)       | 205 m               | schlechter Zustand der Abspannseile | |
| Rundfunksender Krasny Bor, Krasny Bor, Russland                                                           | 5. November 2001   | abgespannter Stahlfachwerkmast                                  | 257,5 m             | Hubschrauberkollision | |
| ?, Hemingford, Nebraska, USA                                                                              | 2002               | abgespannter Stahlfachwerkmast                                  | 609,6 m             | Wartungsarbeiten | |
| WVAH-Sendemast, Scott Depot, West Virginia, USA                                                           | 19. Februar 2003   | abgespannter Stahlfachwerkmast                                  | 473 m               | Vereisung | |
| WPAY-FM-Sendemast, Portsmouth, Ohio, USA                                                                  | 19. Februar 2003   | abgespannter Stahlfachwerkmast                                  | 200,9 m             | Vereisung | |
| WMBD-Sendemast, Peoria, Illinois, USA                                                                     | 10. Mai 2003       | freistehender Stahlfachwerkturm                                 | ?                   | Tornado | 3 Türme betroffen |
| KETV-TV Sendemast, Omaha, Nebraska, USA                                                                   | Juli 2003          | abgespannter Stahlfachwerkmast                                  | 415,1 m             | Renovierungsarbeiten | |
| Utrecht, Niederlande                                                                                      | 8. September 2003  | abgespannter Stahlfachwerkmast                                  | 45 m                | bei Baumfällarbeiten gefällt | |
| KDUH/CH4 TV-Sendemast, Hemingford, Nebraska, USA                                                          | 24. September 2003 | abgespannter Stahlfachwerkmast                                  | 599 m               | Wartungsarbeiten | |
| Peterborough, Großbritannien                                                                              | 30. Oktober 2004   | abgespannter Stahlfachwerkmast                                  | 163 m               | Feuer | |
| KFID-Mast, Los Angeles, USA                                                                               | 19. Dezember 2004  | abgespannter Sendemast                                          | 195,1 m             | Flugzeugkollision | |
| Torre VIP de Rádio & TV, São Bernardo do Campo, Brasilien                                                 | 23. August 2006    | abgespannter Sendemast                                          | 174 m               | Wartungsarbeiten | 1 Person wurde getötet |
| KATV-Sendemast, Redfield, Arkansas, USA                                                                   | 11. Januar 2008    | abgespannter Sendemast                                          | 609,6 m             | Wartungsarbeiten (Austausch der Abspannseile) | |
| Freinberg, Linz, Österreich                                                                               | vor April 2008     | abgespannter Sendemast                                          |                     | Sprung im Abstützisolator am Mastfuß wurde entdeckt und rasch geschient, kein Einsturz; Mast wurde 2008 getauscht | |
| WEAU-TV/WAAX-FM-Sendemast, Fairchild, Wisconsin, USA                                                      | 22. März 2011      | abgespannter Sendemast                                          | 609,6 m             | Vereisung | |
| Sendeturm Smilde, Hoogersmilde, Drenthe, Niederlande                                                      | 15. Juli 2011      | Betonturm (Höhe 80 m) mit abgespanntem Sendemast auf der Spitze | 303,5 m             | Brand im Sendemast | Einsturz des stählernen Sendemastes, Betonturm wurde beschädigt, blieb aber stehen                                                                                       |
| Sender Felsberg-Berus, Felsberg-Berus, Deutschland                                                        | 8. August 2012     | abgespannter Sendemast                                          | 280 m               | ? | Spitze geknickt |
| Umsetzer Boll, Oberndorf-Boll, Deutschland                                                                | 2. November 2012   | freistehender Stahlfachwerkturm                                 | 30 m                | Kollision mit LKW | |
| Sender Majak, Grigoriopol, Moldawien (Transnistrien)                                                      | 26. April 2022     | abgespannter Stahlfachwerkmast                                  |                     | Sprengung | Sabotage im Zusammenhang mit dem russischen Überfall auf die Ukraine, zerstört wurden die zwei Sendemasten mit den höchsten Sendeleistungen der Anlage, 500 und 1000 kW. |